# Pârâul Stânei, Olăneasca
Pârâul Stânei este un curs de apă, afluent al râului Olăneasca. 